# Jigsaw Puzzle
Jigsaw Puzzle ist eine südkoreanische Dramaserie des TV-Senders MBC, die auch auf Arirang TV täglich in koreanischem Originalton, mit englischen und japanischen Untertiteln versehen gesendet wird.

## Inhalt
Jigsaw Puzzle handelt von einer traditionell lebenden koreanischen Familie, die im typisch amerikanischen Patchworkmuster aufgebaut ist und den Zuschauer die Veränderungen im modernen Südkorea miterleben lässt. Die Thematik dreht sich meist um die üblichen familiären Probleme, beispielsweise im Zusammenhang mit Heiraten, Scheidungen, Ehe, Schwiegermutter und Ähnlichem.

## Schauspieler
- Jin Hee-kyung als Suk Ihn-hee
- Sohn Hyun-ju als Kang Wu-sik
- Cho Mo-ryong als  Choi Kang-ji
- Choi Chul-ho  als Bong Jun-tae